# Торрелья (Италия)
Торрелья (итал. Torreglia) — коммуна в Италии, располагается в провинции Падуя области Венеция.
Население составляет 5978 человек (2004), плотность населения составляет 327 чел./км². Занимает площадь 18 км². Почтовый индекс — 35038. Телефонный код — 049.

## Известные уроженцы
- Фаччолати, Якопо (1682—1769) — итальянский лексикограф и филолог.
- Роберто Ферруцци (1853—1934) — итальянский художник.